# Лаошан Велодром
Лаошан Велодром, познат као The Laoshan Velodrome (поједностављен кинески језик: 老山自行车馆; пињин: Lǎoshān Zìxíngchēguǎn) је велодром који се налази у Лаошану, округ Шиџингшан, Пекинг, Кина. Изграђен је за Олимпијске игре 2008. године. Место је тестирано током Свјетског купа УЦИ на стази (UCI Track World Cup) у децембру 2007. године.
Велодром је био домаћин бициклистичких дисциплина на стази током Олимпијских игара. Има капацитет од 6.000 гледалаца, стазу овалног облика дужине 250 метара и укупну површину од 32.920 квадратних метара.
Велодром Лаошан ће се користити за међународна и национална бициклистичка такмичења и тренинге након Олимпијских игара. Капацитет сједишта може бити смањен на 3.500.
Велодром су дизајнирали Schuermann Architects, дизајнери ADT Event Center у Карсону, Калифорнија и УЦИ бициклистичког центра у Аиглеу, Швајцарска.